# 협동작용
협동작용(協同作用, 영어: cooperativity)은 개별 요소들이 독립적으로 작동하는 가상의 표준 비상호작용 시스템에 비해 서로 종속적으로 작동하는 동일하거나 거의 동일한 요소들을 포함하는 시스템에 의해 나타나는 현상이다. 이것의 한 가지 징후는 리간드에 대한 결합 부위의 친화도가 리간드 결합 부위에 결합할 때 명백하게 증가하는 양성 협동작용(陽性 協同作用, 영어: positive cooperativity) 또는 감소하는 음성 협동작용(陰性 協同作用, 영어: negative cooperativity)을 나타내는 다중 결합 부위를 갖는 효소 또는 수용체이다. 예를 들어 산소 분자가 헤모글로빈의 4개의 결합 부위 중 하나에 결합할 때 나머지 3개의 결합 부위의 산소에 대한 친화성이 증가한다. 즉 산소는 산소가 결합하지 않은 헤모글로빈보다 한 개의 산소가 결합한 헤모글로빈에 결합할 가능성이 더 높다. 이를 협동결합이라고 한다.

## 같이 보기
- 리간드
- 헤모글로빈